# Inaperisone
Inaperisone (INN) là một thuốc giãn cơ.